# Emblème de l'Arabie saoudite
L'emblème de l'Arabie saoudite est composé de deux cimeterres avec des lames de couleur argent se croisant et des poignées de couleur or, placées sous un palmier de couleur sinople. Cet emblème fut adopté en 1950, alors que les cimeterres faisaient déjà partie des anciens drapeaux du royaume. 